# Petit Parc Football Club
Petit Parc Football Club, couramment abrégé en PPFC, est un groupe de chanson française, originaire de Sceaux, dans les Hauts-de-Seine. PPFC annonce la cessation d'activité du groupe en 2013, et donne un dernier concert à Paris le 5 octobre 2013. Un an après jour pour jour, le groupe édite le DVD et l'album live extrait de son ultime concert.

## Biographie
Le groupe doit son nom au fait que les membres se sont rencontrés lors de parties de football au Petit Parc à Sceaux[réf. nécessaire] Durant son parcours, le groupe comptait sept membres : Claire Wils (violon, chant), Virgile Consoli (piano, chant), Henri Boutin (guitare électrique, basse), Étienne Bourget (saxophone alto), Damien de Vienne (violoncelle), Pierre-Marie Alméras (guitare, chant) et Alexis Campet (batterie et xylophone). Le groupe se fait connaître sur scène que PPFC et compte plus de 200 dates de concerts.
Le groupe sort son premier EP 3 titres éponyme en 2002. Ils sortent ensuite 3 albums : Le Décor de l'envers en 2003, Dans ma cité en 2006, et La Valse des enragés en 2009. Il enregistrent leur dernier album sur la Seine, Entre les ondes,

## Récompenses
- 2007 : Prix découverte du Tremplin international Visa francophone (12)[réf. nécessaire]
- 2007 : 2e place du Festival Off Rencontres Brel (38)[réf. nécessaire]
- 2010 : Prix du public du Tremplin A vos Zinc, Flèche d'or (75)[réf. nécessaire]

## Membres
- Claire Wils — violon, chant
- Virgile Consoli — piano, chant
- Henri Boutin — guitare électrique, basse
- Étienne Bourguet — saxophone alto
- Damien de Vienne — violoncelle
- Pierre-Marie Alméras — guitare, chant
- Alexis Campet — batterie, xylophone
- Deniz Fisek — basse, guitare électrique